# Haruspex lineolatus
Haruspex lineolatus är en skalbaggsart som beskrevs av Bates 1870. Haruspex lineolatus ingår i släktet Haruspex och familjen långhorningar.
Artens utbredningsområde är:
- Guyana.
- Surinam.
- Venezuela.

Inga underarter finns listade i Catalogue of Life.